# Stazione di Cergy-le-Haut
La stazione di Cergy-Le-Haut è una stazione ferroviaria nella periferia di Parigi. Fu costruita nel 1994 dalla Agence des gares (J.-M. Duthilleul, E. Tricaud) e riceve treni dalla Gare Saint-Lazare e della RER.
Rappresenta il capolinea di una delle linee del Transilien Paris Saint-Lazare e di una delle diramazioni della RER A; per quanto riguarda il traffico RER ha avuto nel 2008 un traffico passeggeri medio di 10.080 unità.

## Corrispondenze
- BUS STIVO 34N 34S 36 39 40
- BUS Boucle de la Seine? 14
- BUS CABARO? 37E
- BUS Busval d'Oise 95.04 95.22 95.23 95.41
- Noctilien N150 N152